# Гађи (Италија)
Гађи (итал. Gaggi) је насеље у Италији у округу Месина, региону Сицилија.
Према процени из 2011. у насељу је живело 3093 становника. Насеље се налази на надморској висини од 110 м.

## Становништво
| 1936. | 1951. | 1961. | 1971. | 1981. | 1991. | 2001. | 2011. |
| ----- | ----- | ----- | ----- | ----- | ----- | ----- | ----- |
| 1.379 | 1.370 | 1.432 | 1.534 | 1.900 | 2.384 | 2.693 | 3.138 |